# 魏學濂
魏學濂（1608年—1644年），字子一，號密齋、內齋，浙江嘉興府嘉善縣人，明朝政治人物、詩人、畫家。復社成員。

## 生平
崇禎十五年（1642年）壬午科應天鄉試舉人，十六年（1643年）聯捷癸未科進士，選庶吉士。十七年（1644年）李自成攻入北京，魏學濂獲授戶部司務，因而自慚，賦絕命詞二章，自縊而亡。

## 著作
魏學濂善詩，工畫。著有《後藏密齋詩稿》、《日知錄》、《內齋集》等。

## 家族
祖父魏邦直；父魏大中。兄魏學洢，弟魏學洙。子魏允枚、魏允札、魏允桓。